# Premio César per la migliore attrice non protagonista
Il premio César per la migliore attrice non protagonista (César de la meilleure actrice dans un second rôle, in precedenza César du meilleur second rôle féminin) è un premio cinematografico assegnato annualmente dall'Académie des arts et techniques du cinéma a partire dal 1976 alla miglior attrice in un ruolo secondario di un film di produzione francese uscito nelle sale cinematografiche nel corso dell'anno precedente.
Dominique Blanc è l'unica ad aver ricevuto tre volte questo riconoscimento: nel 1991 per Milou a maggio, nel 1993 per Indocina e nel 1999 per Ceux qui m'aiment prendront le train.
È stato assegnato quattro volte ad attrici non francesi: nel 1995 all'italiana Virna Lisi per La Regina Margot, nel 2012 alla spagnola Carmen Maura per Le donne del 6º piano, nel 2015 all'attrice statunitense Kristen Stewart per Sils Maria e nel 2016 alla danese Sidse Babett Knudsen per La corte.

## Albo d'oro
I vincitori sono indicati in grassetto, a seguire gli altri candidati.

### Anni 1976-1979
- 1976: Marie-France Pisier - Cugino, cugina (Cousin, cousine)
  - Andréa Ferréol - Folli e liberi amplessi (Les galettes de Pont-Aven)
  - Isabelle Huppert - Aloïse
  - Christine Pascal - Che la festa cominci... (Que la fête commence)
- 1977: Marie-France Pisier - Barocco
  - Anny Duperey - Certi piccolissimi peccati (Un éléphant ça trompe énormément)
  - Brigitte Fossey - La fabbrica degli eroi (Le bon et les méchants)
  - Francine Racette - Scene di un'amicizia tra donne (Lumière)
- 1978: Marie Dubois - La minaccia (La menace)
  - Nelly Borgeaud - L'uomo che amava le donne (L'homme qui aimait les femmes)
  - Geneviève Fontanel - L'uomo che amava le donne (L'homme qui aimait les femmes)
  - Florence Giorgetti - La merlettaia (La dentellière)
  - Valérie Mairesse - Sopralluoghi (Repérages)
- 1979: Stéphane Audran - Violette Nozière
  - Arlette Bonnard - Una donna semplice (Une histoire simple)
  - Nelly Borgeaud - Zucchero (Le sucre)
  - Eva Darlan - Una donna semplice (Une histoire simple)

### Anni 1980-1989
- 1980: Nicole Garcia - Le cavaleur
  - Myriam Boyer - Il fascino del delitto (Série noire)
  - Dominique Lavanant - Coraggio scappiamo (Courage, fuyons)
  - Maria Schneider - La dérobade - Vita e rabbia di una prostituta parigina (La dérobade)
- 1981: Nathalie Baye - Si salvi chi può (la vita) (Sauve qui peut (la vie))
  - Andréa Ferréol - L'ultimo metrò (Le dernier métro)
  - Claire Maurier - Una brutta storia (Un mauvais fils)
  - Delphine Seyrig - Mia cara sconosciuta (Chère inconnue)
- 1982: Nathalie Baye - Une étrange affaire
  - Stéphane Audran - Colpo di spugna (Coup de torchon)
  - Sabine Haudepin - Hôtel des Amériques
  - Véronique Silver - La signora della porta accanto (La femme d'à côté)
- 1983: Fanny Cottençon - L'étoile du Nord
  - Stéphane Audran - Paradis pour tous
  - Danielle Darrieux - Una camera in città (Une chambre en ville)
  - Denise Grey - Il tempo delle mele 2 (La boum 2)
- 1984: Suzanne Flon - L'estate assassina (L'été meurtrier) 
  - Victoria Abril - Lo specchio del desiderio (La lune dans le caniveau)
  - Stéphane Audran - Mia dolce assassina (Mortelle randonnée)
  - Sabine Azéma - La vita è un romanzo (La vie est un roman)
  - Agnès Soral - Ciao amico (Tchao Pantin)
- 1985: Caroline Cellier - La medusa (L'année des méduses)
  - Victoria Abril - Conto finale (L'addition)
  - Carole Bouquet - Il desiderio e la corruzione (Rive droite, rive gauche)
  - Élisabeth Bourgine - La 7ème cible
  - Maruschka Detmers - La Pirate
- 1986: Bernadette Lafont - L'Effrontée - Sarà perché ti amo? (L'Effrontée) 
  - Anémone - Pericolo nella dimora (Péril en la demeure)
  - Catherine Frot - Escalier C
  - Dominique Lavanant - Tre uomini e una culla (Trois hommes et un couffin)
  - Macha Méril - Senza tetto né legge (Sans toit ni loi)
- 1987: Emmanuelle Béart - Manon delle sorgenti (Manon des sources)
  - Clémentine Célarié - Betty Blue (37°2 le matin)
  - Danielle Darrieux - le lieu du crime
  - Marie Dubois - Discesa all'inferno (Descente aux enfers)
  - Jeanne Moreau - Le paltoquet
- 1988: Dominique Lavanant - Agent trouble - L'ultima corsa (Agent trouble) 
  - Sylvie Joly - Il miracolo (Le miraculé)
  - Anna Karina - Cayenne Palace
  - Bernadette Lafont - Volto segreto (Masques)
  - Marie Laforêt - Fucking Fernand
- 1989: Hélène Vincent - La vita è un lungo fiume tranquillo (La vie est un long fleuve tranquille) 
  - María Casares - La lettrice (La lectrice)
  - Françoise Fabian - Trois places pour le 26
  - Dominique Lavanant - Qualche giorno con me (Quelques jours avec moi)
  - Marie Trintignant - Un affare di donne (Une affaire de femmes)

### Anni 1990-1999
- 1990: Suzanne Flon - La vouivre
  - Clémentine Célarié - Notturno indiano (Nocturne indien)
  - Sabine Haudepin - Forza maggiore (Force majeure)
  - Ludmila Mikaël - Noce blanche
  - Micheline Presle - Voglio tornare a casa! (Je veux rentrer à la maison)
- 1991: Dominique Blanc - Milou a maggio (Milou en mai) 
  - Odette Laure - Daddy Nostalgie (Daddy Nostalgie)
  - Thérèse Liotard - Le château de ma mère
  - Thérèse Liotard - La gloire de mon père
  - Catherine Jacob - Zia Angelina (Tatie Danielle)
  - Danièle Lebrun - Uranus
- 1992: Anne Brochet - Tutte le mattine del mondo (Tous les matins du monde) 
  - Jane Birkin - La bella scontrosa (La belle noiseuse)
  - Catherine Jacob - Merci la vie - Grazie alla vita (Merci la vie)
  - Valérie Lemercier - L'opération Corned-Beef
  - Hélène Vincent - Niente baci sulla bocca (J'embrasse pas)
- 1993: Dominique Blanc - Indocina (Indochine) 
  - Zabou Breitman - La crisi! (La crise)
  - Brigitte Catillon - Un cuore in inverno (Un cœur en hiver)
  - Michèle Laroque - La crisi! (La crise)
  - Maria Pacôme - La crisi! (La crise)
- 1994: Valérie Lemercier - I visitatori (Les visiteurs) 
  - Myriam Boyer - Un, due, tre stella! (Un, deux, trois, soleil)
  - Judith Henry - Germinal
  - Marie Trintignant - Les marmottes
  - Marthe Villalonga - Ma saison préférée
- 1995: Virna Lisi - La Regina Margot (La Reine Margot) 
  - Dominique Blanc - La Regina Margot (La Reine Margot)
  - Catherine Jacob - Nove mesi (Neuf mois)
  - Michèle Moretti - L'età acerba (Les roseaux sauvages)
  - Line Renaud - J'ai pas sommeil
- 1996: Annie Girardot - I miserabili (Les misérables)
  - Jacqueline Bisset - Il buio nella mente (La cérémonie)
  - Clotilde Courau - Élisa
  - Carmen Maura - La felicità è dietro l'angolo (Le bonheur est dans le pré)
  - Claire Nadeau - Nelly e Mr. Arnaud (Nelly et monsieur Arnaud)
- 1997: Catherine Frot - Aria di famiglia (Un air de famille) 
  - Valeria Bruni Tedeschi - Mon homme
  - Agnès Jaoui - Aria di famiglia (Un air de famille)
  - Sandrine Kiberlain - Un héros très discret
  - Michèle Laroque - Di giorno e di notte (Pédale douce)
- 1998: Agnès Jaoui - Parole, parole, parole... (On connaît la chanson) 
  - Pascale Roberts - Marius e Jeannette (Marius et Jeannette)
  - Mathilde Seigner - Nettoyage à sec
  - Marie Trintignant - Le cousin
  - Karin Viard - Trekking (Les randonneurs)
- 1999: Dominique Blanc - Ceux qui m'aiment prendront le train
  - Anémone - Lautrec
  - Arielle Dombasle - La noia (L'ennui)
  - Catherine Frot - La cena dei cretini (Le dîner de cons)
  - Emmanuelle Seigner - Place Vendôme

### Anni 2000-2009
- 2000: Charlotte Gainsbourg - Pranzo di Natale (La bûche) 
  - Catherine Mouchet - La truffa degli onesti (Ma petite entreprise)
  - Bulle Ogier - Sciampiste & Co. (Vénus beauté (Institut))
  - Line Renaud - Belle maman
  - Mathilde Seigner - Sciampiste & Co. (Vénus beauté (Institut))
- 2001: Anne Alvaro - Il gusto degli altri (Le goût des autres) 
  - Jeanne Balibar - Domani andrà meglio (Ça ira mieux demain)
  - Agnès Jaoui - Il gusto degli altri (Le goût des autres)
  - Mathilde Seigner - Harry, un amico vero (Harry, un ami qui vous veut du bien)
  - Florence Thomassin - Un affare di gusto (Une affaire de goût)
- 2002: Annie Girardot - La pianista (La pianiste) 
  - Nicole Garcia - Betty Fisher et autres histoires
  - Noémie Lvovsky - Mia moglie è un'attrice (Ma femme est une actrice)
  - Isabelle Nanty - Il favoloso mondo di Amélie (Le fabuleux destin d'Amélie Poulain)
  - Line Renaud - Chaos
- 2003: Karin Viard - Embrassez qui vous voudrez
  - Dominique Blanc - C'est le bouquet!
  - Danielle Darrieux - 8 donne e un mistero (8 Femmes)
  - Emmanuelle Devos - L'avversario (The adversaire)
  - Judith Godrèche - L'appartamento spagnolo (L'Auberge espagnole)
- 2004: Julie Depardieu - La Petite Lili
  - Judith Godrèche - France Boutique
  - Isabelle Nanty - Mai sulla bocca (Pas sur la bouche)
  - Géraldine Pailhas - Il costo della vita (Le coût de la vie)
  - Ludivine Sagnier - Swimming Pool
- 2005: Marion Cotillard - Una lunga domenica di passioni (Un long dimanche de fiançailles) 
  - Ariane Ascaride - Le ricamatrici (Brodeuses)
  - Mylène Demongeot - 36 Quai des Orfèvres (36 Quai des Orfèvres)
  - Julie Depardieu - Podium
  - Émilie Dequenne - L'équipier
- 2006: Cécile de France - Bambole russe (Les poupées russes)
  - Catherine Deneuve - Palais royal!
  - Noémie Lvovsky - Backstage
  - Charlotte Rampling - Due volte lei - Lemming (Lemming)
  - Kelly Reilly - Bambole russe (Les poupées russes)
- 2007: Valérie Lemercier - Un po' per caso, un po' per desiderio (Fauteuils d'orchestre) 
  - Christine Citti - Quand j'étais chanteur
  - Dani - Un po' per caso, un po' per desiderio (Fauteuils d'orchestre)
  - Mylène Demongeot - La Californie
  - Bernadette Lafont - Prête-moi ta main
- 2008: Julie Depardieu - Un secret
  - Noémie Lvovsky - Actrices
  - Bulle Ogier - Faut que ça danse!
  - Sylvie Testud - La vie en rose (La Môme)
  - Ludivine Sagnier - Un secret
- 2009: Elsa Zylberstein - Ti amerò sempre (Il y a longtemps que je t'aime)
  - Jeanne Balibar - Sagan
  - Anne Consigny - Racconto di Natale (Un conte de Noël)
  - Édith Scob - L'heure d'été
  - Karin Viard - Parigi (Paris)

### Anni 2010-2019
- 2010: Emmanuelle Devos - À l'origine
  - Aure Atika - Mademoiselle Chambon
  - Anne Consigny - Rapt
  - Audrey Dana - Welcome
  - Noémie Lvovsky - Il primo bacio (Les Beaux gosses)
- 2011: Anne Alvaro - Le Bruit des glaçons
  - Valérie Bonneton - Piccole bugie tra amici (Les Petits mouchoirs)
  - Laetitia Casta - Gainsbourg (vie héroïque)
  - Julie Ferrier - Il truffacuori (L'Arnacoeur)
  - Karin Viard - Potiche - La bella statuina (Potiche)
- 2012: Carmen Maura - Le donne del 6º piano (Les femmes du 6e étage)
  - Zabou Breitman - Il ministro - L'esercizio dello Stato (L'Exercice de l'État)
  - Anne Le Ny - Quasi amici - Intouchables (Intouchables)
  - Noémie Lvovsky - L'Apollonide - Souvenirs de la maison close
  - Karole Rocher - Polisse
- 2013: Valérie Benguigui – Cena tra amici (Le Prénom)
  - Judith Chemla – Camille redouble
  - Isabelle Huppert – Amour
  - Yolande Moreau – Camille redouble
  - Édith Scob – Holy Motors
- 2014: Adèle Haenel - Suzanne
  - Marisa Borini - Un castello in Italia (Un château en Italie)
  - Françoise Fabian - Tutto sua madre (Les Garçons et Guillaume, à table!)
  - Julie Gayet - Quai d'Orsay
  - Géraldine Pailhas - Giovane e bella (Jeune et Jolie)
- 2015: Kristen Stewart - Sils Maria
  - Marianne Denicourt - Ippocrate (Hippocrate)
  - Claude Gensac - Lulu femme nue
  - Izïa Higelin - Samba
  - Charlotte Le Bon - Yves Saint Laurent
- 2016: Sidse Babett Knudsen – La corte (L'Hermine)
  - Sara Forestier – A testa alta (La Tête haute)
  - Agnès Jaoui – Comme un avion
  - Noémie Lvovsky – La Belle Saison
  - Karin Viard – 21 nuits avec Pattie
- 2017: Déborah Lukumuena - Divines
  - Nathalie Baye - È solo la fine del mondo (Juste le fin du monde)
  - Valeria Bruni Tedeschi - Ma Loute
  - Anne Consigny - Elle
  - Mélanie Thierry - Io danzerò (La danseuse)
- 2018: Sara Giraudeau - Petit paysan - Un eroe singolare (Petit paysan)
  - Laure Calamy - Ava
  - Anaïs Demoustier - La casa sul mare (La Villa)
  - Adèle Haenel - 120 battiti al minuto (120 battements par minute)
  - Mélanie Thierry - Ci rivediamo lassù (Au revoir là-haut)
- 2019: Karin Viard - Les chatouilles
  - Isabelle Adjani - Il mondo è tuo (Le monde est à toi)
  - Virginie Efira - 7 uomini a mollo (Le Grand Bain)
  - Leïla Bekhti - 7 uomini a mollo (Le Grand Bain)
  - Audrey Tautou - Pallottole in libertà (En liberté!)

### Anni 2020-2029
- 2020: Fanny Ardant – La belle époque
  - Josiane Balasko – Grazie a Dio (Grâce à Dieu)
  - Laure Calamy – Only the Animals - Storie di spiriti amanti (Seules les bêtes)
  - Sara Forestier – Roubaix, una luce nell'ombra (Roubaix, une lumière)
  - Hélène Vincent – The Specials - Fuori dal comune (Hors normes)
- 2021: Émilie Dequenne – Les choses qu'on dit, les choses qu'on fait 
  - Valeria Bruni Tedeschi – Estate '85 (Été 85)
  - Fanny Ardant – DNA - Le radici dell'amore (ADN)
  - Noémie Lvovsky – La brava moglie (La Bonne Épouse)
  - Yolande Moreau – La brava moglie (La Bonne Épouse)
- 2022: Aissatou Diallo Sagna – Parigi, tutto in una notte (La Fracture)
  - Jeanne Balibar – Illusioni perdute (Illusions perdues)
  - Cécile de France – Illusioni perdute (Illusions perdues)
  - Adèle Exarchopoulos – Mandibules - Due uomini e una mosca (Mandibules)
  - Danielle Fichaud – Aline - La voce dell'amore (Aline)
- 2023: Noémie Merlant – L'innocente (L'Innocent)
  - Judith Chemla – Le Sixième Enfant
  - Anaïs Demoustier – November - I cinque giorni dopo il Bataclan (Novembre)
  - Anouk Grinberg – L'innocente (L'Innocent)
  - Lyna Khoudri – November - I cinque giorni dopo il Bataclan (Novembre)
- 2024: Adèle Exarchopoulos – Je verrai toujours vos visages
  - Leïla Bekhti – Je verrai toujours vos visages
  - Galatea Bellugi – Chien de la casse
  - Élodie Bouchez – Je verrai toujours vos visages
  - Miou-Miou – Je verrai toujours vos visages
- 2025: Nina Meurisse – La storia di Souleymane (L'Histoire de Souleymane)
  - Élodie Bouchez – L'amore che non muore (L'Amour ouf)
  - Anaïs Demoustier – Il conte di Montecristo (Le Comte de Monte-Cristo)
  - Catherine Frot – L'uomo nel bosco (Miséricorde)
  - Sarah Suco – L'orchestra stonata (En fanfare)